# Вараська гімназія
Вараська Гімназія — гімназія, заснована у 1999 році у місті Вараш (на той час Кузнецовськ) Рівненської області. Гімназія є дійсним членом асоціації «Відроджені гімназії України». Рівненського обласного інституту післядипломної освіти; учасниця проекту «Асоційовані школи ЮНЕСКО»;
У гімназії вироблена система розвитку творчої особистості учня в рамках особисто орієнтованого навчання та виховання.

## Пріоритетні напрямки закладу
У гімназії запроваджено поглиблене вивчення іноземних мов, фізики, математики, рейтингову систему оцінювання знань, заохочувальні стипендії, щорічно визначається «Гімназист року» та «Інтелектуал року», діє профільне навчання в старшій школі.
Для розширення та вдосконалення знань вивчається художня культура, риторика, ділова українська мова, ділове англійське мовлення, країнознавство, креслення, економіка, інформатика з 5-го класу, християнська етика, екологія, хореографія.
В школі до послугнайкращих вчителів та учнів: читальний зал, бібліотека, зал хореографії, актова зала, кабінет психолога, медичний центр, комп'ютерні класи, мультимедійний центр, кімната школяра, відео та комп'ютерна техніка, музей гімназії та естетично оформлені всі навчальні кабінети, та кабінети кафедр.
Гімназія має свій прапор, герб, хоругву, емблему, значок, зал гімназійної слави, музей історії гімназії.
Традиції: посвята в гімназисти, День Європи, гімназійна ватра, свято талантів, посвята в малі академіки, випуск газети «Гімназист», Шевченківські читання, день відкритих дверей.
Гімназія є лауреат конкурсу «100 найкращих шкіл України» у номінації «Школа успіху» та першою на Рівненщині асоційованою школою ЮНЕСКО. Організаційний комітет громадської акції «Флагман освіти і науки України» удостоїв Кузнецовську гімназію відзнакою «За вагомий внесок у розвиток освіти і науки України» та презентаційно-іміджевим альманахом «Флагман сучасної освіти України».
Гімназія є науково-дослідницькою лабораторією «Творча обдарованість» Рівненського інституту післядипломної педагогічної освіти та членом наукового психолого-педагогічного проекту «Вибір успішної професії» Інституту педагогічної освіти та освіти дорослих Академії педагогічних наук України, метою якого є розвиток в учнів економічного мислення й підприємницької поведінки, створення умов для активізації інтелектуальної працездатності, оволодіння учнями системою знань і навичок для професійного самовизначення; виховання конкурентноспроможної, соціально мобільної людини через впровадження проектних інтерактивних та інформаційних технологій в урочній і позаурочній діяльності гімназії. Згідно з наказом МОН № 260 від 23.03.2009 року гімназію також включено до експериментального дослідження «Про пілотування нових моделей загальноосвітнього навчального закладу „Школа майбутнього“» за проектом «Рівний доступ до якісної освіти в Україні» — в номінації «Здоров'я і успіх».
За результатами аналізу ЗНО-2009, проведеного Українським центром оцінювання якості освіти і опублікованого у ЗМІ, Кузнецовська гімназія увійшла до 100 найкращих шкіл України за результатами ЗНО-2009. Серед шкіл Рівненщини посіла третє місце.

## Досягнення школи
За останні 5 років — 52 медалісти, 100 — переможців конкурсу — захисту МАН міського рівня, 338 — олімпіад міського рівня, 68 — обласного рівня, МАН — 40 обласного рівня, МАН Всеукраїнського рівня — 3, олімпіади Всеукраїнські — 4.

## Педагогічні кадри
Всього педагогічних працівників — 84[коли?]
З них: 
- «спеціаліст вищої категорії» — 31

- «спеціаліст І категорії» — 12
- «спеціаліст ІІ категорії» — 17
- «спеціаліст» — 15

Мають педагогічне звання:
- «вчитель-методист» — 16
- «старший вчитель» — 8

Нагороджені нагрудним знаком:
- «Відмінник освіти України» — 12
- «Василь Сухомлинський» — 2
- «За заслуги перед містом» — 1
- «Заслужений працівник освіти» — 1

Директор Вараської гімназії — Гузь Алла Олександрівна
Адреса закладу м. Вараш (Рівненська область), м-н «Вараш», 37.